# Oreste Rizzini
Oreste Rizzini (Milano, 27 marzo 1940 – Roma, 18 marzo 2008) è stato un attore, doppiatore, dialoghista, direttore del doppiaggio e conduttore radiofonico italiano.

## Biografia

Oreste Rizzini alla fine degli anni settanta

Figlio e nipote abiatico di giornalisti, da giovanissimo si appassionò alle arti dello spettacolo.
Sul palcoscenico debuttò al Teatro Stabile di Trieste, dove rimase per cinque anni, prima di passare a Torino e infine al Piccolo Teatro di Milano, con Giorgio Strehler. Recitò insieme a Mariangela Melato, Vittorio Gassman, Glauco Mauri, Giulio Bosetti, Mario Scaccia, Gianrico Tedeschi e Gigi Proietti.
Attivo alla radio come attore di prosa, nel 1985 scrisse il rotocalco satirico Il pastone, in cui diede la voce a tutti i personaggi e due anni dopo condusse in diretta il programma Walkie talkie, scritto da Diego Cugia, in cui inscenò nuovamente dialoghi e avvicendamenti fra diversi personaggi sia reali (come Ugo Tognazzi e Alberto Arbasino) che inventati. Nel 1989 condusse e scrisse poi Varietà, varietà, accanto a Daniela Poggi, raccogliendo l'eredità dello storico Gran varietà e cimentandosi in un'imitazione di Aldo Biscardi ne Il processo della domenica, parodia de Il processo del lunedì.
Come doppiatore divenne noto soprattutto prestando la sua voce ad attori quali Michael Douglas nella maggior parte dei suoi film tra gli anni ottanta e duemila, Bill Murray in Ghostbusters - Acchiappafantasmi, John McCook in Beautiful e Richard Chamberlain nella miniserie TV Uccelli di rovo; doppiò l'attore Paul Hogan in quasi tutti i ruoli.
Tra i tanti attori doppiati in quasi trent'anni di carriera figurano anche Michael Caine, Chuck Norris, Dustin Hoffman, Gene Hackman, Paul Hogan, Jon Voight, Eugene Levy e Rade Šerbedžija.
Ha doppiato anche personaggi animati, come Lord Farquaad in Shrek. È stato speaker dei documentari dell'Istituto Luce e dei servizi della trasmissione Porta a porta di Rai Uno. Oltre all'attività di dialoghista ha svolto anche compiti di direttore del doppiaggio. È stato inoltre autore di un testo teatrale, Finalmente si ride!, realizzato attorno alle prove di un recital utilizzando testi di autori satirici come Aldo Palazzeschi, Achille Campanile e Stefano Benni.
Nel 2004 è stato premiato all'Acquafestival - Festival Nazionale del doppiaggio con la "Sirenetta" come miglior voce maschile e nello stesso anno ha vinto il premio alla carriera Leggio d'oro.
Torna al teatro nel 2007 curando la sua unica regia teatrale per lo spettacolo Dottor sale in zucca e Mister zucchero mannaro, testo grottesco di Paola F. Bidinelli, interpretato da Milo Vallone. Il monologo si aggiudica i premi “Miglior spettacolo” e “Miglior attore” alla settima edizione del concorso “Schegge d'autore”.

### Vita privata
Rizzini ha sposato la collega Viviana Toniolo. Successivamente è stato fidanzato con la direttrice del doppiaggio e dialoghista Maura Vespini da cui ha avuto una figlia Marianna. In seconde nozze, ha sposato la dialoghista Fiorina Piscopo, con cui ha avuto un figlio, Niccolò.

### Morte
È morto a Roma il 18 marzo 2008, all'età di 67 anni, per un cancro allo stomaco. I funerali si sono svolti il 20 marzo nella Chiesa degli artisti a piazza del Popolo. In base alle sue volontà, il suo corpo è sepolto nel cimitero di Capalbio.

## Teatro

### Attore

Pietro Biondi e Oreste Rizzini nel 1990

- Gl'ingannati, regia di Fulvio Tolusso (1963)[8]
- Antigone di Bertolt Brecht, regia di Fulvio Tolusso, Teatro Stabile di Trieste (1964)[9]
- Dialoghi con Leucò di Cesare Pavese, regia di Aldo Trionfo, scene e costumi di Luca Sabatelli, musiche di Doriano Saracino, con Marisa Fabbri ed Egisto Marcucci, Teatro Stabile di Torino, 4 aprile 1964.[10]
- El povaro soldato di Ruzante, regia di Giuseppe Maffioli, musiche di Lino Toffolo, Teatro Stabile del Friuli-Venezia Giulia (1965-1966)[11]
- Canto e controcanto di Furio Bordon, regia di Giovanni Poli, con Mariangela Melato, Teatro Stabile di Trieste (1966)[2]
- Motivo di scandalo e riflessione di John Osborne, traduzione di Paola Ojetti, regia di Raffaele Maiello (1966)[12]
- Misura per misura di William Shakespeare, regia di Luca Ronconi, con Massimo Girotti, prima a Torino il 5 luglio 1967.[13]
- Riccardo III di William Shakespeare, con Vittorio Gassman, regia di Luca Ronconi, Teatro Stabile di Torino (1967-1968)[3]
- Titus Andronicus di William Shakespeare, regia di Aldo Trionfo, scenografie di Emanuele Luzzati, musiche di Sergio Liberovici, con Gabriele Lavia, Glauco Mauri e Claudio Trionfi, 23 luglio 1968.
- Operetta di Witold Gombrowicz, regia di Antonio Calenda, Teatro Stabile dell'Aquila (1969)[14]
- Coriolano di William Shakespeare, regia di Antonio Calenda, con Gigi Proietti, Teatro Stabile d'Abruzzo (1969)
- Un debito pagato di John Osborne, regia di Luigi Durissi (1969)[15]
- Don Giovanni di Molière, musiche di Giancarlo Chiaramello, scene di Emanuele Luzzati, regia di Giulio Bosetti (1971)[16]
- Volpone di Ben Johnson, regia di Fulvio Tolusso, con Gianrico Tedeschi, Adriana Innocenti e John Francis Lane (1972)[17]
- Ma perché proprio a me? di Luigi Lunari, regia di Enrico D'Amato, prima al Teatro Quartiere 2 di Milano il 2 aprile 1973.[18]
- Romeo e Giulietta di William Shakespeare, regia di Enrico D'Amato, Teatro romano di Verona, 3 agosto 1973.
- Barbablù di Massimo Dursi, regia di Lamberto Puggelli, prima al Piccolo Teatro di Milano il 26 ottobre 1973.
- La congiura dei sentimenti di Jurij Karlovič Oleša, regia di Andrée Ruth Shammah, musiche di Fiorenzo Carpi, 11-29 Febbraio 1976.
- Le nozze dei piccolo-borghesi di Bertolt Brecht, regia di Marco Parodi (1977)[19]
- Leonzio e Lena di Georg Büchner, scenografie di Emanuele Luzzati, regia di Alessandro Fersen (1978)
- Questa sera si recita a soggetto di Luigi Pirandello, con Arnoldo Foà, Cooperativa Teatro di Sardegna (1982)[20]
- Disturbi di memoria, regia di Marco Parodi (1990)[21]

### Regista
- Dottor sale in zucca e Mister zucchero mannaro di Paola Bedinelli, regia di Oreste Rizzini (2007)[6]

## Filmografia
- Tre quarti di luna di Luigi Squarzina, regia di Sandro Bolchi - prosa televisiva trasmessa il 7 e 9 luglio 1971.[22]
- Don Giovanni di Molière, regia di Giulio Bosetti e Ottavio Spadaro - prosa televisiva trasmessa il 6 aprile 1973.[23]
- La traccia verde, regia di Silvio Maestranzi – miniserie TV (1975-1976)
- Nella città vampira. Drammi gotici, regia di Giorgio Bandini – miniserie TV (1978)[24]
- Colpo di grazia alla sezione III, regia di Enzo Tarquini – film TV (1981)
- George Sand, regia di Giorgio Albertazzi – miniserie TV (1981)
- Evelina e i suoi figli, regia di Livia Giampalmo (1990)
- La rentrée, regia di Franco Angeli (2001)[25]

## Prosa radiofonica Rai
- Capitan Fracassa di Teophile Gautier, Compagnia di prosa di Torino della RAI (1974)[26]
- La ragazza di Tarquinia (1976)[27]
- Il pastone di Oreste Rizzini (1985)
- Walkie talkie di Diego Cugia (varietà, Rai Radio 1, 1987)[28]
- Varietà, varietà di Oreste Rizzini (Rai Radio 2, 1989)
- Rimorsi di Alberto Sironi e Carla Giulia Casalini (Rai Radio 2, 1995)[29]
- narratore in Jesus Christ Superstar, regia di Arturo Villone (musical, Rai Radio 2, 2000)
- Fùtbol (sceneggiato, Rai Radio, 2000)
- Ha Levi ne Il castello di Eymerick (sceneggiato, Rai Radio 2, 2000)
- Una strana coincidenza (sceneggiato, Rai Radio 2, 2001)
- Mefisto ne Le avventure di Tex Willer (sceneggiato, Rai Radio 2, 2001)
- Duca di Buckingham ne I tre moschettieri di Alessandro Dumas padre, regia di Marco Parodi, sceneggiato in 30 puntate, Rai Radio 2, trasmesso dal 2 febbraio al 27 febbraio 2004
- Cauchon in Giovanna D'Arco, la pulzella d'Orleans (sceneggiato, Rai Radio 2, 2005)

## Doppiaggio

### Film cinema
- Michael Douglas in All'inseguimento della pietra verde, Chorus Line, Il gioiello del Nilo, La guerra dei Roses, Vite sospese, Basic Instinct (entrambi i doppiaggi), Spiriti nelle tenebre, The Game - Nessuna regola, Traffic, Don't Say a Word, Un corpo da reato, Matrimonio impossibile, Vizio di famiglia, The Sentinel - Il traditore al tuo fianco e Tu, io e Dupree
- Chuck Norris in Delta Force, Missing in Action, Braddock: Missing in Action III, Colombia Connection - Il massacro, Invasion U.S.A. e Omicidio incrociato
- Michael Caine ne L'isola, Hannah e le sue sorelle, Mi arrendo... e i soldi?, Shiner, Sleuth - Gli insospettabili
- Paul Hogan in Mr. Crocodile Dundee, Mr. Crocodile Dundee 2, Jack colpo di fulmine, Un angelo da quattro soldi, Flipper
- Bill Murray in Ghostbusters - Acchiappafantasmi, Ghostbusters II - Acchiappafantasmi II, Broken Flowers, Lost in Translation - L'amore tradotto
- Eugene Levy ne Il ritorno della scatenata dozzina, Una pazza giornata a New York,  Un ciclone in casa e Quando l'amore è magia - Serendipity
- Jon Voight in Comma 22, A trenta secondi dalla fine, L'uomo della pioggia, Nemico pubblico
- Gene Hackman in Extreme Measures - Soluzioni estreme, Potere assoluto, Under Suspicion
- Anthony Hopkins in Otello, Il decimo uomo, Un marito
- Harvey Keitel ne La bella Otero, Young Americans, Lo sguardo di Ulisse
- Rade Šerbedžija in Il Santo, Il grande Joe, The Eye
- Danny Trejo in Spy Kids, Spy Kids 2 - L'isola dei sogni perduti, C'era una volta in Messico
- Richard Chamberlain in Allan Quatermain e le miniere di re Salomone, Gli avventurieri della città perduta
- Jesper Christensen in The Interpreter, Casino Royale
- William Shatner in Miss Detective, Miss F.B.I. - Infiltrata speciale
- Sam Waterston ne La signora ammazzatutti e L'uomo della luna
- Tommy Lee Jones ne La voce del silenzio, Radio America
- Steve Martin in Dinosauri a colazione, Sperduti a Manhattan
- John Noble ne Il Signore degli Anelli - Le due torri e Il Signore degli Anelli - Il ritorno del re
- Nick Nolte in Nightwatch - Il guardiano di notte, Triplo gioco
- Christopher Walken in 2 single a nozze - Wedding Crashers, Hairspray - Grasso è bello!
- Gérard Depardieu in Cyrano de Bergerac, Nathalie...
- Dustin Hoffman in I Heart Huckabees - Le strane coincidenze della vita, Neverland - Un sogno per la vita
- Fred Ward in Padrona del suo destino, Il corvo 3 - Salvation
- Vladimir Menshov ne I guardiani della notte e I guardiani del giorno
- Bruce Willis in 58 minuti per morire - Die Harder
- Derek Jacobi in Hamlet
- Ian Holm in S.O.S. Titanic
- Jack Nicholson in Blood & Wine
- Roger Moore ne La corsa più pazza d'America
- John Travolta in Lonely Hearts
- Nick Dunning in Alexander
- Martyn Sanderson ne Il Signore degli Anelli - La Compagnia dell'Anello
- Rutger Hauer in Batman Begins
- Robert Duvall ne Le regole del gioco
- Robert Wagner in Austin Powers - Il controspione
- Dave Ward in Natale con i Muppet
- Richard Benjamin in Harry a pezzi
- Timothy Bateson in Harry Potter e l'Ordine della Fenice
- Billy Dee Williams in Star Wars: Episodio VI - Il ritorno dello Jedi
- Bruce Spence in Star Wars: Episodio III - La vendetta dei Sith
- Alan Arkin in Santa Clause è nei guai
- Lewis Black in Mi sono perso il Natale
- Kevin Tighe in Buon compleanno Mr. Grape
- Michael Murphy in Manhattan
- Brian Cox in Manhunter - Frammenti di un omicidio
- Patrick Stewart in Fantasma per amore
- Akim Tamiroff ne L'infernale Quinlan (ridoppiaggio)
- Anthony Franciosa in Aiutami a sognare
- Michael Ironside in Scanners
- Jeremy Irons ne Il quarto angelo
- Donald Sutherland in Prova d'innocenza
- Larry Miller in Incubo d'amore
- Craig T. Nelson ne L'agguato - Ghosts from the Past
- Ned Beatty in Due sotto il divano
- Anthony Steel ne Il club dei mostri
- Scott Glenn in Reckless
- Rod Steiger in Animals
- Richard Pryor in California Suite
- Timothy Spall ne L'ultimo samurai
- Joe Pilkington in Miracolo a mezzanotte
- John Schuck ne La maledizione dello scorpione di giada
- G. W. Bailey in Scuola di polizia Scuola di polizia (film)

### Film d'animazione
- Lord Farquaad in Shrek
- Scooter e Joe Snow in Natale con i Muppet[30]
- Brigante ne L'eroe dei due mondi
- Voce narrante in Hercules
- Seti I ne Il principe d'Egitto
- Il falcone in Stuart Little 2
- Imperatore del Qui Gong in Mulan II

### Serie televisive
- Richard Chamberlain in Uccelli di rovo, Uccelli di rovo 2 - La storia mai raccontata, Identità bruciata
- Ed Begley Jr., Richard Lewis e Alan Fudge (st. 11) in Settimo cielo
- Robert Burton, Frank Telfar e Mark Pinter in Così gira il mondo
- Ramy Zada e Bruce Abbott ne I giustizieri della notte
- John James e Robert LuPone in Aspettando il domani
- Richard Baseheart e altri in Colombo[31]
- Ian Abercrombie in Desperate Housewives
- Peter Weller in 24
- Conrad Janis in Mork e Mindy (st. 1-2)
- John McCook in Beautiful (1990-2008)
- Robert Davi in Profiler - Intuizioni mortali
- Tarcisio Meira in Adamo contro Eva
- Edward James Olmos in Miami Vice
- Michael Ironside in Visitors
- Bradley Lockerman in Capitol

### Serie animate
- Voce narrante in Hercules e Le avventure di Marco Polo
- Re Randor (2ª voce) e Skeletor (3ª voce) in He-Man e i dominatori dell'universo (2ª parte degli episodi)
- Dr. Peter Venkman in The Real Ghostbusters (1º doppiaggio)
- Scienziato Arrabbiato in Ovino va in città
- Rospo Tsukumo in Inuyasha
- Cap. Alexander Smollett ne L'isola del tesoro
- Jiner in Hunter X Hunter
- Ted in Il postino Pat[32]

### Film TV
- Richard Chamberlain in Una famiglia in pericolo
- Lorenzo Lamas in Hope Ranch